# هشام بابا أحمد
أحمد هشام بابا الملقب بلو الهيك هو رسام رسام كاريكاتير جزائري، من مواليد 1969. عمل في عدة صحف قبل أن يستقر في الوطن منذ عام 2009.

## حياته
بدأ حياته المهنية رسام كاريكاتير في عام 1998 في صحيفة يومية وانضم إلى الصباح في عام 1999 وبقي هناك حتى عام 2004. أمضى عامًا في صحيفة الشاب الحر ثم انضم إلى لوسوار دالجيري من 2006 إلى 2009. من خلال رسومه الكاريكاتيرية، شجب، في حين أبلغ، مشاكل المجتمع الجزائري، مثل البطالة والفقر. أهدافه الرئيسية في رسوماته، الرئيس عبد العزيز بوتفليقة، ووزرائه، ومسؤولي المعارضة أو كبار ضباط الجيش. واجه لو هيك العديد من المشاكل مع القانون منذ أوائل العقد الأول من القرن الحادي والعشرين، عندما كان يعمل في صحيفة الصباح اليومية، وهي صحيفة يسارية ومناهضة للسلطة تم دفعها للإغلاق في أغسطس 2004. كان عليه أن يذهب إلى المحكمة كل أربعاء لمدة عامين لشرح سبب رسوماته. «تلقيت تسع شكاوى بسبب تصاميم لم تعجب السلطات» يقول هشام «ثم أمضينا وقتنا بين مراكز الشرطة ومكاتب القضاة والمحاكم، حيث تقع مخالفات الصحافة بموجب القانون الجنائي.».
سئل عن آرائه بشأن الرسوم الكاريكاتيرية عن النبي محمد، فأجاب: «يجب عدم الخلط بين حرية التعبير والاستفزاز» بالنسبة له، الرقابة الذاتية ضرورية في رسام الكاريكاتير وتحدد أن الصحف التي كان يعمل من أجلها لا تفرض عليه أي موضوع معين، ولا حدود له، فهو يعرف كيف يضع حدودًا.
نشر العديد من القصص المصورة القصيرة في القصص المصورة. نشر أول كوميدي له بعنوان «الانتداب الرابع» شرح لابنتي ومن ثم مجلة البندير الجزائرية المكرسة لقطاع الكوميديا الذي هو مؤسسها، وبالتالي وضع وجه مختلف لموهبته. ومنشورات أخرى، مجموعات من رسوماته، من قبل طبعات شهاب وداليمين.

## المنشورات
- ارسم لي النكتة، 2006
- عم في بحرك، 2009
- الجزائر، 2010
- ارحل، 2011

## تكريم
في عام 2016، تم ترقيته إلى رتبة فارس في ترتيب الفنون والآداب، وقد مُنح الوسام له من قبل برنار إيمييه، السفير الفرنسي في الجزائر.